# Chela del Río
Arcelia Bernal del Río (Bogotá, 20 de enero de 1930-ibídem, 24 de agosto de 2010), conocida artísticamente con el nombre de Chela del Río, fue una actriz de televisión colombiana reconocida por su actuación en telenovelas como San Tropel, Don Chinche, etc.

## Trayectoria
Comenzó su carrera en la ciudad de Cali en una emisora de radio. Posteriormente incursionó en la televisión colombiana donde trabajó alrededor de 59 años.

## Muerte
Después de varias complicaciones generadas por una operación de rodilla, Chela del Río murió a los ochenta años el 24 de agosto de 2010. 

## Filmografía

### Televisión
- A corazón abierto (2010) — Participación especial
- Las trampas del amor (2009)
- Pocholo (2007) — Conchita
- Los Reyes (2005) — Doña Rosita
- Cómo te quiero, Irma
- Buenas noches, domingo (2003)
- Pecados capitales (2002) — Felicia González
- La guerra de las Rosas (1999) — Esperanza
- Los Gil (1998) - Gilma Gil
- Otra en mí (1996)
- Unisex (1993)
- La hija maldita (1992)
- Corazones de fuego (1992)
- Música maestro (1990 - 1991) — Isolina Malabares
- Tremenda pareja
- Te quiero pecas (1988-1990) — Doña Mariana[3]
- San Tropel (1987) — Doña Susana de Saldarriaga
- Los cuervos (1985-1986) — Mimí Granados (madre de Adiana)
- Don Chinche (1982-1989) — Doña Bertica (Bertilda Polanía)
- Dialogando (1984)
- Ferderico barba azul (1984)
- Flor de Fango (1983)´
- La tía Julia y el escribidor (1981)
- Una mujer de cuatro en conducta (1980)
- El cazador nocturno (1980)
- Los novios (1979)
- El taxista millonario (1979)
- La marquesa de Yolombó (1978)
- Las señoritas Gutiérrez (1976)
- Recordarás mi nombre (1976)
- Pecados de ayer (1975)
- La envidia (1974)
- Caminos de gloria (1973)
- Volverás a mis brazos (1972)
- María (1972)
- Volverás a mis brazos (1971)
- El jugador de Ugo Betti (1967) — Gertrudis
- Yo y tú (1956-1976)